# Meropleon diversicolor
Meropleon diversicolor är en fjärilsart som beskrevs av Morrison 1874. Meropleon diversicolor ingår i släktet Meropleon och familjen nattflyn. Inga underarter finns listade i Catalogue of Life.